# 진연갑아강
진연갑아강은  약 22,000여 종에 이르는 현존하는 거의 모든 연갑류를 포함하는 갑각류 중의 아강이다.
진연갑아강의 몸마디는 19개(5개의 머리부분, 8개의 가슴 부분, 6개의 배 부분)로 되어 있다. 가슴쪽 다리는 헤엄치거나 걷는 데 사용한다. 공통의 조상은 하나의 등딱지를 지녔고, 모든 현존하는 종은 하나를 지니고 있으며 일부 하위 그룹에서는 사라진 것으로 생각되고 있다.

## 분류
마틴과 데이비스는 현재, 현존하는 진연갑아강을 다음과 같이 분류하고 있으며 멸종된 목은 †로 표시하였다.
처음에 칼 그로벤에 의해 기술된 그룹에는 구각류(갯가재 등)를 포함했고, 일부 근대의 전문가들도 이 정의를 계속 사용했다. 그러나 아래의 마틴과 데이비스의 정의에는 구각류를 제외하고 자하아강(Hoplocarida)으로 따로 분류한다.
진연갑아강(Eumalacostraca) Grobben, 1892
- 원하상목(Syncarida) Packard, 1885
  - † Palaeocaridacea
  - 고하목(Bathynellacea) Chappuis, 1915
  - 아나스피데스목(Anaspidacea) Calman, 1904 (스티고카리스목 포함)
- 낭하상목(Peracarida) Calman, 1904
  - 스펠라이오그리푸스목(Spelaeogriphacea) Gordon, 1957
  - 테르모스바에나목(Thermosbaenacea) Monod, 1927
  - 로포가스테르목(Lophogastrida) Sars, 1870
  - 곤쟁이목(Mysida) Haworth, 1825
  - 혼각목(Mictacea) Bowman, Garner, Hessler, Iliffe & Sanders, 1985
  - 단각목(Amphipoda) Latreille, 1816
  - 등각목(Isopoda) Latreille, 1817 (쥐며느리)
  - 주걱벌레붙이목(Tanaidacea) Dana, 1849
  - 쿠마목(Cumacea) Krøyer, 1846
- 진하상목(Eucarida) Calman, 1904
  - 난바다곤쟁이목(Euphausiacea) Dana, 1852
  - 암피오니데스목(Amphionidacea) Williamson, 1973
  - 십각목(Decapoda) Latreille, 1802 (게, 바닷가재, 새우)